# Mighty Like a Rose
| 전문가 평가                   | 전문가 평가 |
| 평가 점수                     | 평가 점수   |
| 출처                          | 점수        |
| ----------------------------- | ----------- |
| AllMusic                      | [ 3 ]       |
| Blender                       | [ 4 ]       |
| Chicago Tribune               | [ 5 ]       |
| Christgau's Consumer Guide    | C+          |
| Encyclopedia of Popular Music | [ 7 ]       |
| Entertainment Weekly          | A−          |
| Los Angeles Times             | [ 9 ]       |
| NME                           | 5/10        |
| Q                             | [ 11 ]      |
| Rolling Stone                 | [ 12 ]      |
| Uncut                         | [ 13 ]      |

《Mighty Like a Rose》는 영국의 록 가수이자 작곡가인 엘비스 코스텔로의 열세 번째 스튜디오 음반으로, 1991년 워너 브라더스 레코드로 콤팩트 디스크로 발매되었다. 제목은 아마도 팝 스탠더드 〈Mighty Lak' a Rose〉에서 따온 것으로 추정되며, 비록 이 곡은 음반에 등장하지는 않지만, 2002년 재발행의 소책자에 첫 번째 절의 단어가 인용되어 있다. 그것은 영국 음반 차트에서 5위로 정점을 찍었고, 빌보드 200에서는 55위로 정점을 찍었다.

## 배경
이 음반은 처음에 엘비스 코스텔로 가명에 싫증이 났기 때문에 코스텔로의 출생 이름인 디클랜 맥매너스로 발매될 예정이었다. 그러나 음반사의 압박은 그날 승리했고 발매는 엘비스 코스텔로 음반이었다.
《Mighty Like a Rose》는 1989년 코스텔로의 이전 음반 《Spike》의 맥을 이어받지만 미첼 프룸은 T-본 버넷으로부터 프로듀서의 자리를 이어받는다. 이번에는 런던의 웨스트사이드 스튜디오에서 관현악과 보컬 오버더빙이 이루어지면서 할리우드의 오션 웨이라는 한 곳에서 트랙이 녹음되었다. 폴 매카트니와의 콜라보레이션 곡인 〈Playboy to a Man〉과 싱글 〈So Like Candy〉로 선정된 두 곡이 더 등장한다.
코스텔로는 이것을 걸프 전쟁 여파에 녹음된 분노의 음반으로 언급했다.  오프닝 트랙인 〈The Other Side of Summer〉는 1970년대 초 비치 보이스의 스타일을 본떠서 디자인되었다. 〈Invasion Hit Parade〉 트랙은 코스텔로의 아버지 로스 맥매너스의 트럼펫 솔로를 특징으로 한다. 이 음반에는 또한 그의 아내인 케이트 오리오단이 작곡한 곡인 〈Broken〉이 수록되어 있는데, 이 곡은 이 음반이 헌정된 곡이다.
리드 싱글인 〈The Other Side of Summer〉는 영국 싱글 차트에서 43위로 정점을 찍었다. 비록 그것은 미국에서 빌보드 핫 100을 놓쳤지만, 모던 록 트랙 차트에서 1위, 메인스트림 록 트랙 차트에서 40위를 차지했다. 두 번째 싱글인 〈So Like Candy〉는 어느 나라에서도 차트에 오르지 못했다.

## 곡 목록
모든 곡들은 특별한 언급이 없는 한 엘비스 코스텔로에 의해 작사/작곡하였다.
| #   | 제목                                               | 작사·작곡             | 재생 시간 |
| --- | -------------------------------------------------- | --------------------- | --------- |
| 1.  | 〈The Other Side of Summer〉                       |                       | 3:56      |
| 2.  | 〈Hurry Down Doomsday (The Bugs Are Taking Over)〉 | 코스텔로, 짐 켈트너   | 4:05      |
| 3.  | 〈How to Be Dumb〉                                 |                       | 5:14      |
| 4.  | 〈All Grown Up〉                                   |                       | 4:16      |
| 5.  | 〈Invasion Hit Parade〉                            |                       | 5:34      |
| 6.  | 〈Harpies Bizarre〉                                |                       | 3:44      |
| 7.  | 〈After the Fall〉                                 |                       | 4:38      |
| 8.  | 〈Georgie and Her Rival〉                          |                       | 3:38      |
| 9.  | 〈So Like Candy〉                                  | 폴 매카트니, 코스텔로 | 4:36      |
| 10. | 〈Interlude: Couldn't Call It Unexpected No. 2〉   |                       | 0:22      |
| 11. | 〈Playboy to a Man〉                               | 매카트니, 코스텔로    | 3:20      |
| 12. | 〈Sweet Pear〉                                     |                       | 3:36      |
| 13. | 〈Broken〉                                         | 케이트 오리오단       | 3:37      |
| 14. | 〈Couldn't Call It Unexpected No. 4〉              |                       | 3:50      |